# Dorotej
Dorotej (Доротеј) és una pel·lícula iugoslava del 1981 dirigida per Zdravko Velimirović l'acció de la qual se situa a la Sèrbia medieval, a principis del segle xiv. Algunes de les escenes de la pel·lícula es van rodar sobre les restes de les fortaleses medievals, com ara Maglič i Belgrad.

## Argument
Sèrbia el 1308. El doctor Dorotej vs al monestir per tractar l'antic abat. El monjo Nicanor es prepara per fer-se càrrec del seu càrrec al monestir, de manera que la seva desconfiança en Dorotej es converteix en un conflicte obert quan l'abat es recupera. Es va estendre entre la gent que Dorotej feia miracles. L'administrador de la parròquia de Lauš convida a Dorotej a curar-lo d'una ferida mal curada. El capità de l'exèrcit Dadar s'imposa a la mestressa Jelena, la dona de Lauš, amb l'esperança que Lauš mori i que ell se'n faci càrrec. Jelena s'acosta a Dorotej, que tracta les persones no per la seva importància, sinó pel seu patiment. Naturalment, es desenvolupa una connexió espiritual entre tots dos, que es converteix en amor. Aleshores es desperten les fosques forces del mal. L'última oportunitat de Nicanor i Dadara per guanyar el poder s'escapa. En el món del qual són representants, no hi ha lloc per a la humanitat i l'amor.

## Repartiment
| Actor                    | Paper       |
| ------------------------ | ----------- |
| Gojko Šantić             | Dorotej     |
| Gorica Popović           | Jelena      |
| Velimir Bata Živojinović | Dadara      |
| Darko Damevski           | Laush       |
| Veljko Mandić            | Nicanor     |
| Meto Jovanovski          | Dimitrije   |
| Dragomir Felba           | Abat        |
| Jordancho Chevrevski     | Matías      |
| Dobrica Jovanović        | Un palpador |
| Boro Begović             | Bogdan      |
| Melihate Verses          |             |
| Marin Babić              |             |
| Ljubomir Ćipranić        |             |
| Ivan Jonas               |             |
| Miloš Kandić             |             |
| Radoslav Kojčinović      |             |
| Ljuba Kovačević          |             |
| Peter Lupa               |             |
| Danica Maksimović        |             |
| Vojislav Mićović         |             |
| Hazir Muftari            |             |
| Jovan Nikčević           |             |
| Bogoljub Novaković       |             |
| Isa Kosja                |             |
| Ljiljana Sedlar          |             |
| Dragan Vojnović          |             |
| Vojkan Pavlović          |             |

## Curiositats
Dorotej és una de les poques pel·lícules sobre l'Edat Mitjana sèrbia que no idealitza aquella època, sinó que la representa de manera realista, mostrant la condició de la capa més àmplia de la població d'aquella època, que a causa de la manca de la medicina i la ciència modernes, patien diverses malalties i vivien en condicions de vida difícils.